# Клебанов, Лев Романович
Лев Рома́нович Клеба́нов (род. 20 февраля 1973) — российский учёный-юрист, старший научный сотрудник сектора уголовного права и криминологии Института государства и права РАН, лауреат премии имени А. Ф. Кони (2012).

## Биография
В период с 1990 по 1993 год обучался на юридическом факультете Омского государственного университета имени Ф. М. Достоевского, в 1998 году с отличием окончил юридический факультет Института международного права и экономики имени А. С. Грибоедова (Москва).
С 1998 года работает в Институте государства и права РАН.
В 2001 году защитил кандидатскую диссертацию, тема: «Уголовная ответственность за незаконные получение и разглашение сведений, составляющих коммерческую или банковскую тайну» (научный руководитель — А. В. Наумов). В 2012 году защитил докторскую диссертацию на тему «Уголовно-правовая охрана культурных ценностей» (научный консультант А. В. Наумов).

## Научная деятельность
Сфера научных интересов: противодействие экономической преступности, преступности, посягающей на конфиденциальные информационные ресурсы, проблемы уголовной ответственности за посягательства на культурные ценности.
Ведет преподавательскую деятельность в Академическом правовом институте и Государственном академическом университете гуманитарных наук.
Автор более 70 научных и научно-практических работ, в том числе монографии:
- «Незаконные получение и разглашение сведений, составляющих коммерческую и банковскую тайну» (Ставрополь, Ставропольсервисшкола. 2002)
- «Уголовно-правовая охрана коммерческой, налоговой и банковской тайны» (Москва, Юрлитинформ. 2006)
- «Уголовно-правовая охрана культурных ценностей» (Москва, НОРМА ИНФРА-М. 2011)
- «Памятники истории и культуры: правовой статус и охрана» (Москва, НОРМА ИНФРА-М, 2012)

## Награды
- Премия имени А. Ф. Кони (2012) — за монографию «Уголовно-правовая охрана культурных ценностей»
- Государственная научная стипендия Президиума РАН (2000) - за представленный научный доклад «Криминогенные детерминанты незаконных получения и разглашения сведений, составляющих коммерческую или банковскую тайну»
- Первая премия Всероссийского конкурса научных работ молодых ученых, проводится Вольным экономическим обществом России (2000) - за работу «Защита конфиденциальных информационных ресурсов от посягательств из-за рубежа как необходимое условие экономического благополучия России в XXI веке»